# Urophyllum talangense
Urophyllum talangense là một loài thực vật có hoa trong họ Thiến thảo. Loài này được Craib miêu tả khoa học đầu tiên năm 1931.